# Индекс автомобильных номеров Турецкой Республики Северного Кипра
До 1990 года в Турецкой Республике Северного Кипра использовались номера, схожие с номерами Республики Кипр в южной части острова (на жёлтом фоне черные символы: 2 буквы и 3 цифры).
В 1990 в Республике Кипр к прежним двум буквам добавилась ещё одна, но в ТРСК номера не изменились.
В 1997 в левую часть номера добавлен флаг Северного Кипра и изменен цвет фона (вместо желтого стал использоваться белый). Помимо этого внесены следующие изменения:
- цвет фона прокатных машин стал красного цвета, количество букв стало 3
- цвет фона автомобилей такси остался жёлтого цвета, количество букв стало 3 (номера стали схожи с номерами в Республике Кипр, действовавшими с 1990 по 2003 гг.)
- цвет номеров дипломатических транспортных средств зелёный
- военные номера представляют собой набор цифр

## Варианты

### Стиль и нумерация
| AB 123 | (спереди) |

| AB 123 | (сзади) |

### Такси
| TA 123 |

Номера такси с префиксом Т, за которым следуют буквы и цифры.

### Арендованные транспортные средства
| ZHZ 123 |

Автомобили для сдачи в аренду имеют номера с чёрными буквами на красном фоне: три буквы (первая Z) и три цифры.

### Правительственный транспорт
| RHA 1234 |

| RHA 1234 |

### Армия
| 8012352 |

### Транспорт дипломатических представительств
| CDAB 123 |

### Временные регистрационные номера
| ZT 123 A |

### Транспорт президента
| KKTCB |

Президентские автономера не имеют серийного номера, написана просто аббревиатура KKTCB (тур. Kuzey Kıbrıs Türk Cumhuriyeti Başkanı)